# 地上より永遠に
『地上より永遠に』（ここよりとわに、原題:From Here to Eternity）は、1951年に出版されたジェームズ・ジョーンズの処女小説、およびその映画化である1953年のアメリカ映画。
原作は360万部を売り上げた。日本では1954年から1956年に山屋三郎・鈴木重吉の共訳版が筑摩書房から刊行されている。また、1987年には新庄哲夫 訳が角川書店（角川文庫）より全4巻で出版されている。
旧日本軍による真珠湾攻撃直前である1941年のハワイに駐留していた、アメリカ陸軍歩兵中隊の過酷な状況を描いた小説である。第二次世界大戦前のハワイ師団第27歩兵隊でのジェームズ・ジョーンズの体験を参考にしているが、登場人物や出来事などは創作である。

## 題名の由来
「地上より永遠に」は、ラドヤード・キップリングの詩より採られている。

## 邦訳
- 『地上より永遠に』上下 山屋三郎、鈴木重吉共訳 筑摩書房 1954-1956
- 『地上より永遠に』新庄哲夫訳 角川文庫
  - 1巻 1987年5月1日、ISBN 978-4-04-241702-6
  - 2巻 1987年7月1日、ISBN 978-4-04-241703-3
  - 3巻 1987年8月1日、ISBN 978-4-04-241704-0
  - 4巻 1987年10月1日、ISBN 978-4-04-241705-7

## 映画
原作は、『大突撃』(1964)、『シン・レッド・ライン』(1998、以上2本は同一原作）を書いたジェームズ・ジョーンズの小説。
第26回アカデミー賞作品賞、監督賞（フレッド・ジンネマン）、助演男優賞（フランク・シナトラ）、助演女優賞（ドナ・リード）、脚本賞（脚色部門：ダニエル・タラダッシュ）、撮影賞（バーネット・ガフィ）、録音賞（コロンビア映画サウンド部門）、編集賞（ウィリアム・ライアン）の8部門を獲得した。また当作品は、1994年米国連邦議会図書館においてアメリカ国立フィルム登録簿に登記された作品である。

### ストーリー

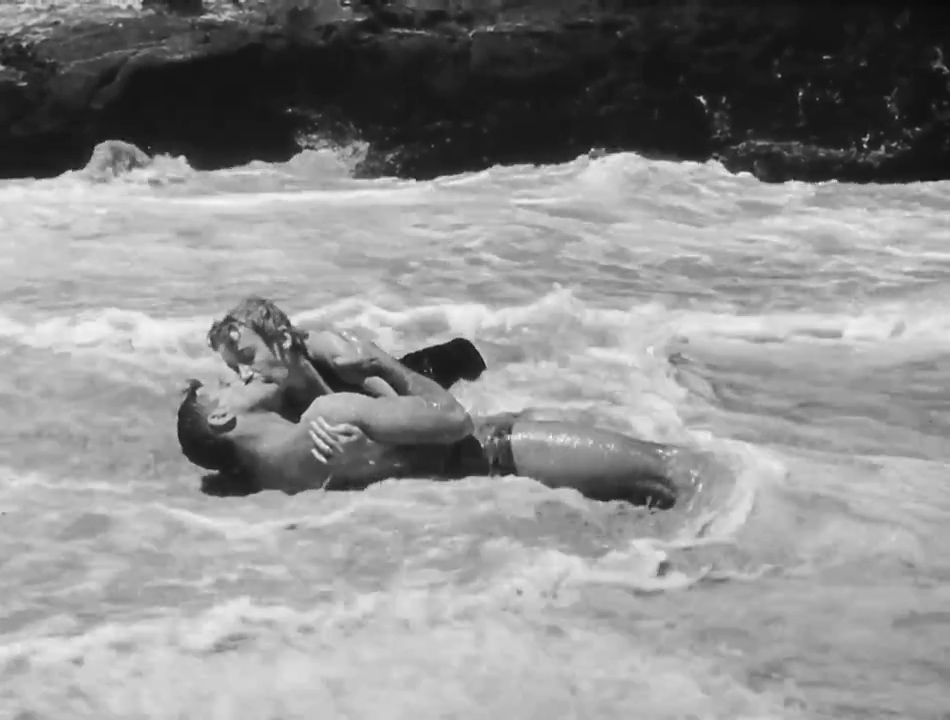
ランカスターとカーとの有名な「波打ち際のキス」シーン

1941年夏のハワイ、オアフ島のスコフィールド米軍基地。辺境の地のこの基地は、軍の中の厄介者たちの溜まり場となっていた。この兵営G中隊にラッパ手のプルーイット（モンゴメリー・クリフト）が、転属してきた。ボクシングにより自分のチームの強化を図り、出世を狙う中隊長ホームズ（フィリップ・オーバー）が、かつてボクサーだったプルーイットに声をかける。しかし、プルーイットはかつて練習中に親友を失明させたこともあって、そのトラウマからホームズの誘いを断る。人柄も良く機転もきく曹長ウォーデン（バート・ランカスター）はプルーイットを説得しようとするが、効果はなかった。彼は、孤立無援となり、分隊長のガロヴィッチ（ジョン・デニス）らにひどいシゴキを受け始める。味方は兵士のアンジェロ・マジオ（フランク・シナトラ）ただ一人。
ホームズの妻、ある理由により、彼に愛想をつかした夫人カレン（デボラ・カー）は男たちと浮名を流し、現在はウォーデンと恋に落ちる。一方、プルーイットは元ウェイトレスのロリーン（ドナ・リード）に恋する。アンジェロは勤務をさぼって営倉に入れられるが、以前からそりが合わない担当のジェームズ"ファツォー"ジャドソン（アーネスト・ボーグナイン）に痛めつけられ、脱走してトラックから落下して死ぬ。プルーイットはナイフで決闘してジェームズを殺し、ロリーンの家に、深い傷を負い、隠れる。
そして12月7日の朝、日本軍の奇襲が始まった。緊張感がなく穏やかだった基地は突如として最前線の戦場になる。混乱する基地を冷静に指揮したのは、それまで軍務に全く興味がなさそうで、やる気の感じられなかったウォーデンだった。プルーイットは緊急事態に基地に戻るのだが、非常時であるため、正確な確認もなく、仲間の兵士に背後から銃撃され、あっけなく命を落とす。そして、民間人に避難勧告が出され、カレン、ロリーンは基地を去ることになる。その移動の船中の会話のシーンから、終幕。

### キャスト
| 役名                            | 俳優                                  | 日本語吹替                                                                              | 日本語吹替                                                                                    |
| 役名                            | 俳優                                  | テレビ朝日版 （追加録音部分）                                                           | PDDVD版                                                                                       |
| ------------------------------- | ------------------------------------- | --------------------------------------------------------------------------------------- | --------------------------------------------------------------------------------------------- |
| ミルトン・ウォーデン曹長        | バート・ランカスター                  | 有川博 （有本欽隆）                                                                     | 辻親八                                                                                        |
| ロバート・E・リー・プルーイット | モンゴメリー・クリフト                | 田中秀幸                                                                                | 家中宏                                                                                        |
| カレン・ホームズ                | デボラ・カー                          | 上田みゆき                                                                              | 林佳代子                                                                                      |
| ロリーン（アルマ）              | ドナ・リード                          | 弥永和子                                                                                | 中神亜紀                                                                                      |
| アンジェロ・マジオ              | フランク・シナトラ                    | 野島昭生                                                                                | 堀川仁                                                                                        |
| ダナ・ホームズ中隊長            | フィリップ・オーバー                  | 寺島幹夫                                                                                |                                                                                               |
| リーヴァ軍曹                    | ミッキー・ショーネシー                | 峰恵研                                                                                  |                                                                                               |
| マツィオーリ                    | ハリー・デラヴァー                    | 小関一                                                                                  |                                                                                               |
| ファツォー・ジャドソン          | アーネスト・ボーグナイン              | 飯塚昭三                                                                                |                                                                                               |
| バックリー伍長                  | ジャック・ウォーデン                  | 伊井篤史                                                                                |                                                                                               |
| ガロヴィッチ                    | ジョン・デニス                        | 郷里大輔                                                                                |                                                                                               |
| カールセン軍曹                  | ティム・ライアン                      | 安田隆                                                                                  |                                                                                               |
| ギブファ婦人                    | バーバラ・モリソン                    | 片岡富枝                                                                                | 根本圭子                                                                                      |
| スターク軍曹                    | ジョージ・リーヴス （クレジットなし） | 佐藤正治                                                                                |                                                                                               |
| ドーム軍曹                      | クロード・エイキンズ                  | 加賀谷純一                                                                              |                                                                                               |
| ヘンダーソン軍曹                | ロバート・Ｊ・ウィルク                | 仁内建之                                                                                |                                                                                               |
| 不明 その他                     | N/A                                   | 沢木郁也 池田勝 玄田哲章 芝夏美 色川京子 岡のりこ 山中一徳 石森達幸 達依久子 小川里永子 | 鈴木貴征 芦澤孝臣 御園行洋 根津貴行 田坂浩樹 木澤智之 水上さや香 瀬尾恵子 七瀬みーな 小浅和大 |
|                                 |                                       |                                                                                         |                                                                                               |
| 演出                            | 演出                                  | 福永莞爾                                                                                | 大前剛                                                                                        |
| 翻訳                            | 翻訳                                  | たかしまちせこ                                                                          | 峯間貴子                                                                                      |
| 効果                            | 効果                                  | 南部満治 大橋勝次 河合直                                                                | 小川高松 恵比須弘和 赤澤勇二                                                                  |
| 調整                            | 調整                                  |                                                                                         | 遠西勝三                                                                                      |
| 制作                            | 制作                                  | ザック・プロモーション                                                                  | ミックエンター テイメント株式会社                                                             |
| 解説                            | 解説                                  | 飯干恵子                                                                                |                                                                                               |
| 初回放送                        | 初回放送                              | 1987年2月14日 『ウィークエンドシアター』 24:40-27:00                                    |                                                                                               |

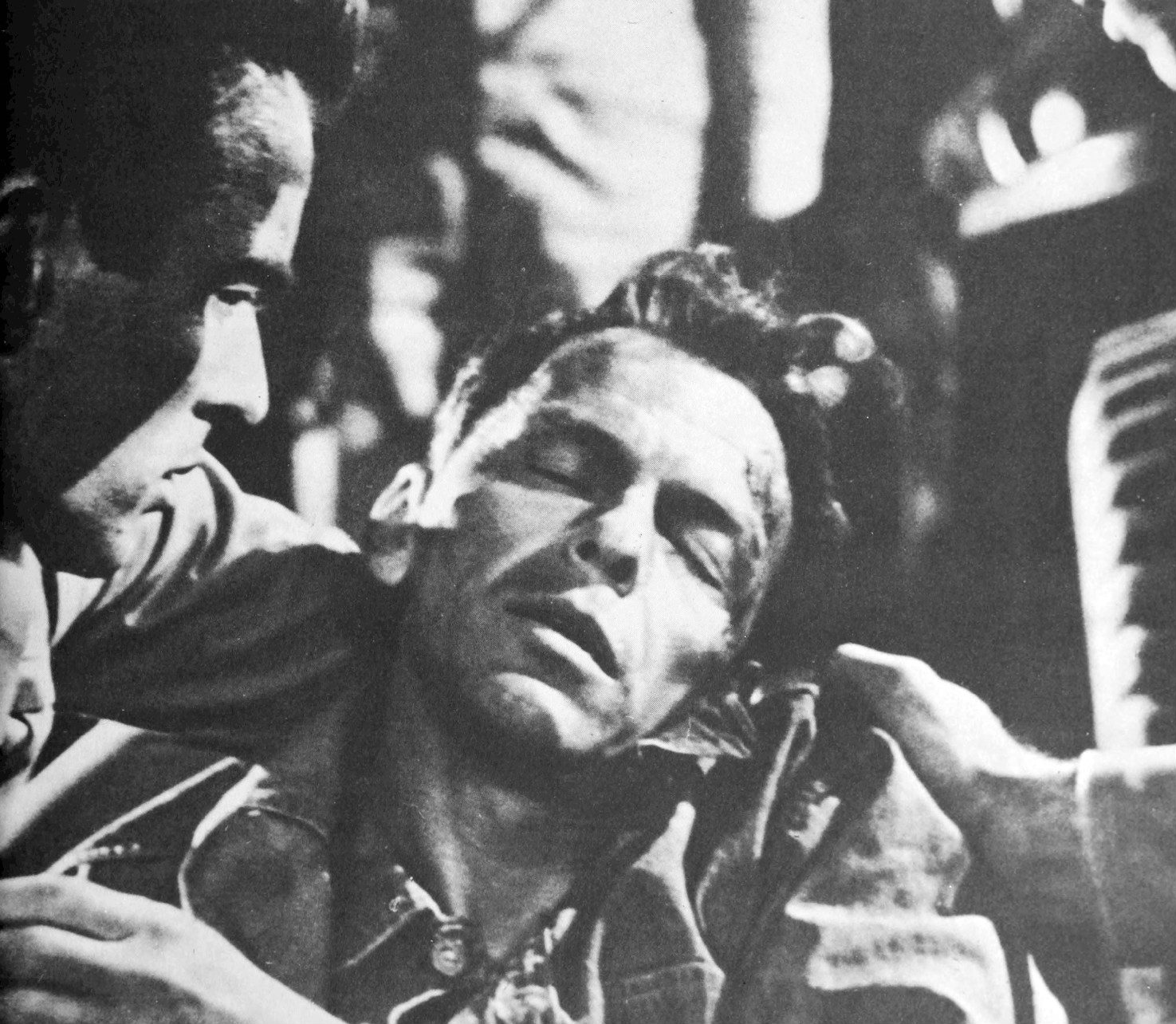
フランク・シナトラ

- 放送時にカットされた箇所に追加録音を行ったものがソニー・ピクチャーズ エンタテインメントより発売の正規版DVD・Blu-rayに収録[4]。

### 主な受賞歴

#### アカデミー賞
受賞
アカデミー作品賞
アカデミー監督賞:フレッド・ジンネマン
アカデミー助演男優賞:フランク・シナトラ
アカデミー助演女優賞:ドナ・リード
アカデミー脚色賞:ダニエル・タラダッシュ
アカデミー撮影賞 (白黒部門):バーネット・ガフィ
アカデミー録音賞:ジョン・P・リヴァダリー (コロンビア・スタジオ・サウンド部)
アカデミー編集賞:ウィリアム・A・リオン
ノミネート
アカデミー主演男優賞:バート・ランカスター、モンゴメリー・クリフト
アカデミー主演女優賞:デボラ・カー
アカデミー衣裳デザイン賞 (白黒部門):ジャン・ルイ
アカデミードラマ・コメディ音楽賞:モリス・W・ストロフ、ジョージ・ダニング

#### ゴールデングローブ賞
受賞
監督賞:フレッド・ジンネマン
助演男優賞:フランク・シナトラ

#### ニューヨーク映画批評家協会賞
受賞
作品賞
監督賞:フレッド・ジンネマン
主演男優賞:バート・ランカスター